# Notojapyx
Notojapyx es un género de Diplura en la familia Japygidae.

## Especies
- Notojapyx mjoebergi (SIlvestri, 1929)
- Notojapyx tillyardi (Silvestri, 1930)